# Bicellaria
Bicellaria is een geslacht van insecten uit de familie van de Hybotidae, die tot de orde tweevleugeligen (Diptera) behoort.

## Soorten
Deze lijst van 27 stuks is mogelijk niet compleet.
- B. albopilosa Chvala, 1991
- B. angustifurca Melander, 1928
- B. austriaca Tuomikoski, 1955
- B. bisetosa Tuomikoski, 1936
- B. brevifurca Melander, 1928
- B. collini Tuomikoski, 1955
- B. dispar Oldenberg, 1920
- B. furcifer Melander, 1928
- B. halteralis (Loew, 1862)
- B. halterata Collin, 1961
- B. intermedia Lundbeck, 1910
- B. longipes (Loew, 1862)
- B. longisetosa Chvala, 1991
- B. lugubris Melander, 1928
- B. mera Collin, 1961
- B. nigra (Meigen, 1824)

- B. nigrita Collin, 1926
- B. pectinata Melander, 1928
- B. pilipes (Loew, 1862)
- B. pilosa Lundbeck, 1910
- B. simplicipes (Zetterstedt, 1842)
- B. spuria (Fallen, 1816)
- B. stackelbergi Tuomikoski, 1955
- B. subpilosa Collin, 1926
- B. sulcata (Zetterstedt, 1842)
- B. uvens Melander, 1928
- B. vana Collin, 1926